# Collège des Irlandais (Paris)
Le Collège irlandais de Paris (irlandais: Coláiste na nGael, latin: Collegium Clericorum Hibernorum) a été pendant trois siècles un établissement d'enseignement catholique majeur pour les étudiants irlandais. Fondé à la fin du XVIe siècle, il a été fermé par le gouvernement français au début du XXe siècle. De 1945 à 1997, le séminaire polonais de Paris a été hébergé dans le bâtiment et il accueille actuellement le Centre culturel irlandais.

## Fondation
Les persécutions religieuses sous Élisabeth Ire et Jacques Ier ont conduit à la suppression des écoles monastiques en Irlande dans lesquelles le clergé recevait la plupart du temps son éducation. Il devint donc nécessaire de chercher à s'instruire à l'étranger, et de nombreux collèges pour la formation du clergé séculier irlandais furent fondés sur le continent, à Rome, en Espagne et au Portugal, en Belgique et en France.
Le fondateur du Collège irlandais de Paris fut John Lee, un prêtre irlandais qui vint à Paris, en 1578, avec six compagnons, et entra au collège de Montaigu. Après avoir terminé ses études, il s'attacha à l'église Saint-Séverin de Paris et fit la connaissance d'un noble français, Jean de l'Escalopier, président du Parlement de Paris, qui mit à la disposition des étudiants irlandais de Paris une maison dans la rue de Sèvres, qui leur servit de collège. Lee en devint le premier recteur vers 1605.

## Dix-septième siècle
Lee a été suivi par Thomas Dease, qui en fut recteur jusqu'en 1621, date à laquelle il a été nommé évêque de Meath. Par lettres patentes datées de 1623, Louis XIII a conféré aux prêtres et savants irlandais à Paris le droit de recevoir et de posséder des biens. C'est sous le mandat du successeur de Dease, Thomas Messingham, que le collège irlandais est reconnu comme séminaire par l'Université de Paris en 1624. Messingham a organisé le programme d'études en vue d'envoyer des missionnaires capables de travailler dans leur pays d'origine.